# Karen Roe
Karen Roe, gespeeld door actrice Moira Kelly, is een personage uit de televisieserie One Tree Hill.

## Biografie
Karen Roe werd zwanger van haar vriend Dan Scott toen ze nog een student was op de middelbare school. Dan verliet haar en kreeg tijdens de universiteit een relatie met Deb Scott. Karen voedde haar zoon, Lucas Scott, alleen op. Echter, ze kreeg wel hulp van Keith Scott.
Karen is de eigenaar van Karen's Café.

## Seizoen 1
Hoewel Karen nog altijd boos op op Dan omdat hij haar verliet nadat ze zwanger raakte, weet ze het verleden achter zich te leggen. Nadat ze Lucas aanmoedigd had te participeren aan het basketbalteam van zijn school, vertrok ze, na veel twijfels, naar Italië om hier professionele kooklessen te krijgen. Dit was iets wat ze altijd al had gewild. Ze vertrouwde haar zoon toe aan Keith.
Ze raakt bevriend met Deb Scott als ze allebei één ding gemeen lijken te hebben: Hun afschuw voor Dan. Ze worden ook zakenpartners. Ook ziet het ernaar uit dat ze een romantische connectie krijgt met Keith. Ze zoent hem voordat ze naar Italië gaat. Echter, Keith dronk alcohol, voordat hij met Lucas op weg wilde gaan naar het vliegveld om Karen weer op te halen. Hij kreeg een auto-ongeluk, waarna hij Karens vertrouwen, vriendschap en eventuele optie om een relatie te krijgen verloor.
Vervolgens kreeg Karen een relatie met Larry Sawyer, Peytons vader. Keith werd hierdoor uitermate jaloers, waardoor hij een huwelijksaanzoek deed. Nadat Karen zijn propositie weigerde, verliet Keith Tree Hill. Lucas ging met Keith mee nadat hij meerdere conflicten kreeg op school.

## Seizoen 2
In het tweede seizoen besloot Karen naar de universiteit te gaan, wat ze nooit had gedaan. Dit deed ze omdat ze meer zakenbeslissingen moest nemen. Hier werd ze verliefd op Andy Hargrove, haar 21-jarige leraar. Ondertussen krijgt Keith een relatie met Jules.
Karen besluit met Deb, na aanraden van Peyton, een club voor alle leeftijden te openen; Tric. Dan gunde Karen echter geen geluk. Nadat hij Andy liet ontslaan, chanteerde hij Lucas erin om bij hem in te trekken. Karen vertrouwde het niet en ging uit op onderzoek. Nadat ze ontdekte dat Dan Jules inhuurde om Keith te verleiden en vervolgens weer te laten vallen, herenigde ze weer met Keith.
Andy verliet Tree Hill om naar Australië te verhuizen en keerde niet meer terug. Omdat Lucas nog altijd woonde bij Dan, werd Karen eenzaam. Toen haar werd gevraagd of Brooke Davis, die op dat moment geen plaats had om te blijven, bij haar mocht intrekken, accepteerde ze dit. Brooke zag haar als een moederfiguur. De twee kregen een hechte band. Aan het einde van het seizoen trok Lucas terug bij haar in.

## Seizoen 3
Karen en Keith gingen aan het begin van het seizoen uit met elkaar, maar verloofden al snel. Keith maakte ook plannen om Lucas te adopteren toen hij werd doodgeschoten door Dan, maar wie hij altijd aan het strijden was. Door dit ongeval werd Karen erg verdrietig en reageerde haar woede meerdere keren af op Lucas.
Toen Lucas opbiechtte dat hij al maanden last had van HOCM, leek ze weer normaal te worden. Aan het einde van het seizoen wordt duidelijk dat Karen zwanger is van Keith.

## Seizoen 4
Deb, die altijd al een verslaving had voor pillen, begon haar liefde voor pillen nog meer te koesteren aan het begin van het vierde seizoen. Dit veranderde haar gedrag, wat ongunstig voor het café was. Toen ze op een dag per ongeluk een pistool, die ze meenam, liet afgaan in het café, was Karen gedwongen haar samenwerking met Deb te stoppen. Dan chanteert haar er later in de club aan Deb toe te eigenen.
Dan, die zich schuldig voelt voor de moord op Keith, probeert zijn gedrag te verbeteren en krijgt opnieuw een sterke band met Karen, tot verwarring van verscheidene personen. Karen weet niet dat Dan Keith vermoord heeft. Echter, iemand in Tree Hill doet dat wel, wat een bedreiging lijkt te worden. Lucas is razend en steelt Debs pistool met de bedoeling wraak te nemen. Wanneer hij Dan confronteert, ziet Karen dit en stort ze in. En in de seizoensfinale, ontmoet ze Keith opnieuw in haar dromen samen met haar dochtertje genaamd Lily Roe Scott. Elke dag gaat Karen samen met haar dochtertje naar het graf van Keith.